# ناتورا ۲۰۰۰
ناتورا ۲۰۰۰ (انگلیسی: Natura 2000) شبکه‌ای از مناطق حفاظت‌شده طبیعی در قلمرو اتحادیه اروپا است. این منطقه از مناطق ویژه حفاظت‌شده و مناطق حمایت ویژه تشکیل شده‌است که به ترتیب تحت دستورالعمل زیستگاه‌ها و دستورالعمل پرندگان تعیین شده‌اند. این شبکه شامل مناطق حفاظت‌شده زمینی و منطقه حفاظت‌شده دریایی است.
شبکه ناتورا ۲۰۰۰ بیش از ۱۸ درصد از مساحت خشکی اتحادیه اروپا و بیش از ۷ درصد از منطقه دریایی آن را در سال ۲۰۲۲ پوشش می‌دهد.